# Blepharocosta minima
Blepharocosta minima är en insektsart som beskrevs av Taylor 1992. Blepharocosta minima ingår i släktet Blepharocosta och familjen rundbladloppor. Inga underarter finns listade i Catalogue of Life.